# Немцовы
Немцовы — древний дворянский род.
При подаче документов (23 мая 1686) для внесения рода в Бархатную книгу, была предоставлена родословная роспись Немцовых, жалованные грамоты Борису и Юрию Ивановичам (1538), Григорию и Меньшику Борисовичам Немцовым на сельцо Семёновское (Шетня) с деревнями в Кондыреве (Суходе) стане Суздальского уезда (1578), на пустоши Переднее, Воробьёво и Копосово (1592), на пустоши Струховица, Клешнино и Митюково (1595) в Фантыреве стане Суздальского уезда, Карпу Григорьевичу Немцову на сельцо Семёновское в Кондыреве (Суходе) стане и половину сельца Губачёво с пустошами в Опольском стане Суздальского уезда (1619).

## Происхождение и история рода
К Государю Царю и Великому Князю Ивану Васильевичу выехали (1538) из Польши два брата шляхтичи Борис и Юрий Ивановичи Немцевцы, которые получили от Ивана Грозного сельцо Поповское с деревнями и пустошами в Рождественском стане Ростовского уезда (13 августа 1538). Потомки их, Немцовы, Российскому Престолу служили дворянские службы, и жалованы были от Государей поместьями.
Опричниками Ивана Грозного числились: Иван, Семейка, Шемяка Прокофьевич Немцовы (1573).

## Описание герба
Щит разделён горизонтально на два поля, золотое и красное, в коих изображена церковная хоругвь голубого цвета с крестом и кистями золотыми, имеющая древко переменных с полями цветов.
Щит увенчан дворянскими шлемом и короной. Нашлемник: три страусовых пера. Намёт на щите голубой и красный, подложенный золотом. Герб рода Немцовых внесён в Часть 2 Общего гербовника дворянских родов Всероссийской империи, стр. 76.

## Известные представители
- Немцовы: Карп Григорьевич и Григорий Меньшой — суздальские городовые дворяне (1627—1629).
- Немцов Иван Карпович — суздальский городовой дворянин (1627—1629), московский дворянин (1660).
- Немцов Григорий Иванович — стряпчий (1676), стольник (1677—1692).
- Немцовы: Семён Спиридонович, Иван Большой и Иван Меньшой Борисовичи — московские дворяне (1677—1692).
- Немцов Лукьян Борисович — стряпчий (1680—1692).
- Немцовы: Данила и Василий Семёновичи, Дмитрий и Андрей Григорьевичи — стольники царицы Прасковьи Фёдоровны (1686—1692)[4].